# سانتا ماریا مانوئلا
سانتا ماریا مانوئلا (به انگلیسی: Santa Maria Manuela) یک کشتی است که طول آن ۶۷٫۴ متر (۲۲۱ فوت ۲ اینچ) و ارتفاع آن ۳۶ متر (۱۱۸ فوت ۱ اینچ) می‌باشد. این کشتی در سال ۱۹۳۷ ساخته شد.